# Grégoire Millet
Pour les articles homonymes, voir Millet.
Grégoire Millet, né en 1962 à Morbier, est un triathlète français, champion de France en 1986.

## Biographie

### Jeunesse
Grégoire Millet grandit dans le Jura français dans les années 1960. Il effectue des études en sciences du sport à Grenoble et Dijon,.  

### Carrière en triathlon
Grégoire Millet se découvre une passion pour le triathlon et devient membre de l'équipe de France entre 1986 et 1988. Il est notamment sacré champion de France en 1986 puis champion national du triathlon des neiges en 1988.
Il participe avant cela en 1986 au premier triathlon de Paris et prend la seconde place derrière Serge Lecrique. Il confie en 2015, à la suite de l'intervention médiatique de la maire de Paris Anne Hidalgo souhaitant que le triathlon des JO 2024 se déroule dans la Seine, que la mauvaise qualité de l’eau du fleuve où se déroulait la partie natation l'avait rendu malade pendant trois jours après la course.
Il entraîne l'équipe de France jusqu'en 1998, avant d'être recruté par le Royaume-Uni, où il s'occupe des triathlètes britanniques entre 1998 et le premier triathlon olympique des Jeux de 2000 de Sydney.

### Reconversion - carrière universitaire
Parallèlement à ses activités dans le triathlon, il obtient son doctorat de sport et est nommé maître de conférences. Après quatre années passées au Qatar comme senior physiologiste au sein de l'institut Aspire, il rejoint l’Institut des sciences du sport de l’Université de Lausanne en 2008 dont il est professeur de physiologie du sport. Dans ce champ scientifique, il est un chercheur francophone très prolifique . Ses travaux portent sur les réponses à l'exercice en altitude, les effets ergogéniques et thérapeutiques de l'hypoxie, la détermination de la fatigue et l'optimisation des méthodes d'entrainement chez le sujet sain. Il est également l'auteur de plusieurs livres sur la préparation physique et l'entrainement en altitude dans les sports d'endurance ou les sports collectifs.
Dans les années 2010, il se reconvertit dans l'ultra-trail, et réalise plusieurs bonnes performances, avec notamment une deuxième place au Tor des Géants 2012.

## Palmarès
Le tableau présente les résultats les plus significatifs (podium) obtenus sur le circuit national et international de triathlon depuis 1986.
| Année | Compétition                                    | Position          | Temps  |
| ----- | ---------------------------------------------- | ----------------- | ------ |
| 1988  | Championnats de France du triathlon des neiges |                   | Timing |
| 1986  | 1er Triathlon de Paris                         | Médaille d'argent | Timing |
| 1986  | Championnats de France courte distance         |                   | Timing |